# Nikola Šimić
Nikola Šimić (ur. 6 stycznia 1976 w Imotskim) – chorwacki piłkarz występujący na pozycji pomocnika lub napastnika.

## Kariera klubowa
Karierę na poziomie seniorskim rozpoczął w klubie NK Posavina z Zagrzebia. Na początku 1999 roku przeniósł się do Pogoni Szczecin prowadzonej przez Bogusława Baniaka. 27 lutego 1999 zadebiutował w I lidze w wygranym 1:0 meczu przeciwko Ruchowi Chorzów. Po zakończeniu sezonu 1998/99 odszedł z klubu, łącznie rozgrywając dla Pogoni 2 ligowe spotkania.
Na początku 2000 roku został graczem amatorskiego austriackiego zespołu USV St. Peter im Sulmtal. W sezonie 2000/01 występował w NK Hrvatski Dragovoljac, po czym powrócił do USV. W rundzie wiosennej sezonu 2003/04 grał w NK Široki Brijeg, z którym wywalczył mistrzostwo Bośni i Hercegowiny. Następnie był zawodnikiem ASK Voitsberg (austriacka Landesliga, IV poziom rozgrywkowy) oraz NK Imotski, dla którego rozegrał na poziomie 2. HNL 101 spotkań. W końcowym etapie kariery zawodniczej był on graczem NK Mladost Proložac oraz NK Urania Baska Voda, w barwach którego zakończył grę w piłkę nożną.

## Sukcesy
NK Široki Brijeg
- mistrzostwo Bośni i Hercegowiny: 2003/04